# Celatiscincus euryotis
Espèce
Synonymes
- Lygosoma euryotis Werner, 1909

Statut de conservation UICN

 EN B1ab(i,ii,iii,iv,v) : En danger
Celatiscincus euryotis est une espèce de sauriens de la famille des Scincidae.

## Répartition
Cette espèce est endémique de l'île des Pins en Nouvelle-Calédonie.

## Description
C'est un saurien ovipare.

## Publication originale
- Werner, 1910 "1909" : Neue oder seltenere Reptilien des Musée Royal d'Histoire Naturelle de Belgique im Brüssel. Zoologische Jahrbucher. Abteilung fur Systematik, Geographie und Biologie der Tiere, vol. 28, p. 263-288 (texte intégral).